# ArcEditor
ArcEditor – nazwa licencji oprogramowania z rodziny ArcGIS firmy ESRI. Jest to licencja udostępniająca funkcjonalność bogatszą niż ArcView, która umożliwia pracę z wielodostępną bazą danych typu MultiUser Geodatabase (np. Microsoft SQL Server lub Oracle) lecz nie posiada pełnej funkcjonalności licencji ArcInfo. Najnowsza dostępna wersja - 10.0 PL.
ArcEditor zawiera pełną funkcjonalność ArcView uzupełnioną o możliwość edycji wszystkich formatów danych ESRI w tym warstw informacyjnych i wielodostępnych geobaz. Dodatkowa funkcjonalność pakietu obejmuje obsługę: 
- edycji wielodostępnej,
- wersjonowania,
- klas obiektów definiowanych przez użytkownika,
- opisów połączonych z obiektami,
- wymiarowania,
- rastrów w wielodostępnej geobazie.

W aplikacji ArcEditor można więc tworzyć i edytować wszystkie wektorowe formaty ESRI w tym pliki shape, warstwy informacyjne, geobazy osobiste i wielodostępne.